# قرة ديفيد
قرة ديفيد هي صحفية فلبينية، ولدت في 12 سبتمبر 1973 في Guagua ‏ في الفلبين.